# 南京古猿人洞
南京古猿人洞（なんきんこえんじんどう）は中華人民共和国江蘇省南京市江寧区に位置する遺跡。1984年に原人（日本語の原人は中国語の猿人を意味する）化石が発見された鍾乳洞であり、現在は観光地として開発されている。別称は湯山溶洞。雷震子が祀られた雷公洞と、化石が発見された猿人洞からなる。

## 概要
南京古猿人洞は、湯山街道の西南の雷公山に位置する。1984年に採石労働者が雷公洞を発見する。1990年3月に採石労働者が新たに洞窟を発見し、1992年に観光地としての開発が始まる。1992年3月13日に、鍾乳洞（後の猿人洞）で頭骨の化石が発見され後に南京古生物研究所で原人の頭骨の化石と鑑定され、北京原人、元謀原人、藍田原人に続く重大発見とされる。その後2000余りの原人や動物の化石が発掘される。
南京古猿人洞は猿人洞と雷公洞があり、雷公洞の出口にある石碑に書かれている伝説によれば封神演義の雷震子が太公望に協力して殷を滅ぼした後に、この洞窟で修行をしたと記され、その為この山を雷公山、鍾乳洞を雷公洞と呼ぶそうで雷公洞の出口には雷公廟があり、雷震子が祀られている。

## 交通アクセス
地下鉄
■南京地下鉄S6号線南京猿人洞駅
バス
南京南駅・南京駅から湯山鎮までは路線バスで約1時間。最寄のバス停は「湯山溶洞」である。

## 料金
入場料は25元（2004年現在）。